# 선진 전술 전투기 계획

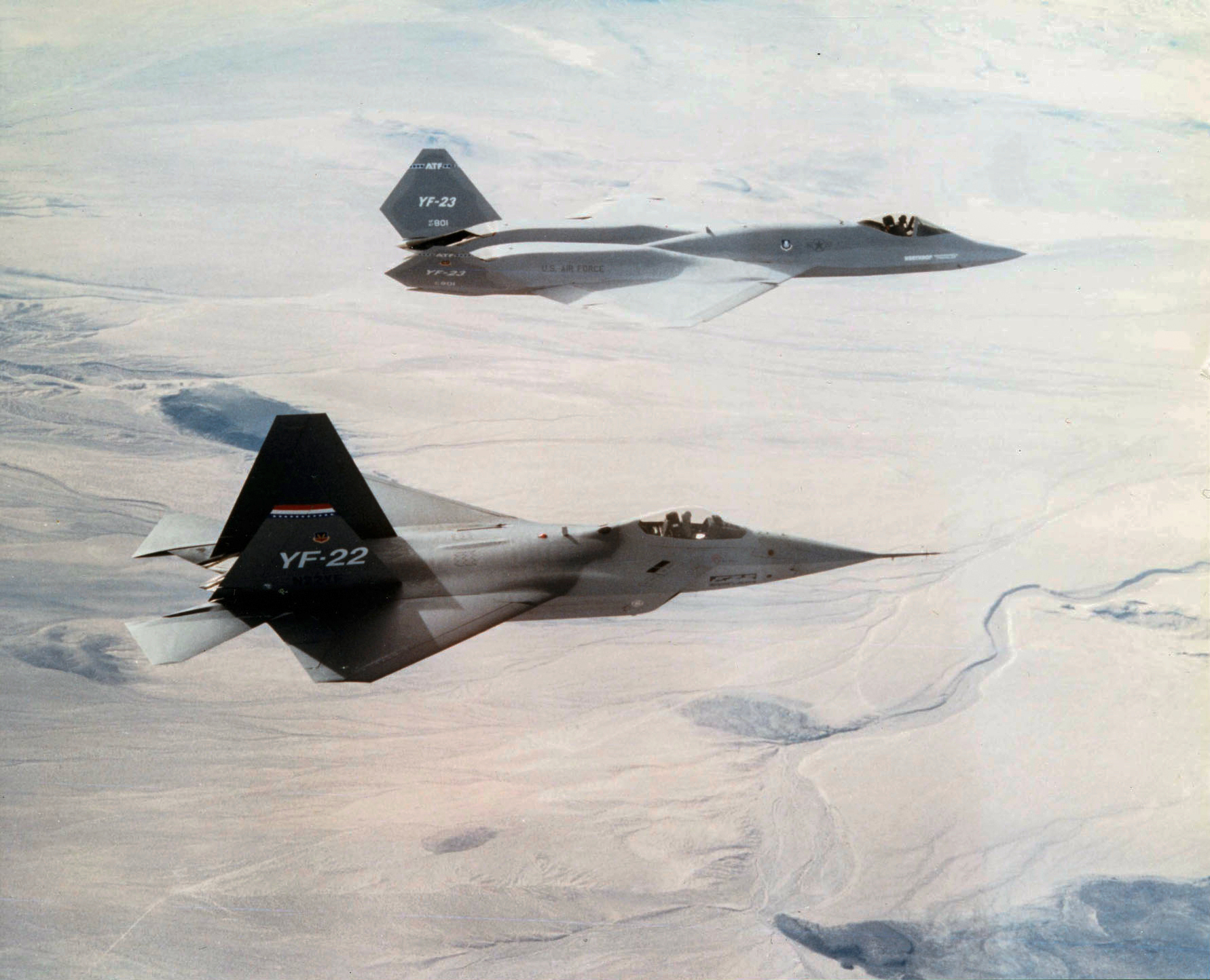
YF-22(앞)와 YF-23(뒤)

선진 전술 전투기 계획 또는 어드밴스트 택티컬 파이터(Advanced Tactical Fighter, ATF)는 1980년대 소련을 비롯한 전 세계의 새로운 위협(개발 중인 수호이 Su-27 및 미코얀 MiG-29 전투기, 베리예프 A-50 공중 경고 및 통제 시스템(AWACS), 점점 더 정교해지는 지대공 미사일 시스템 포함)에 맞서기 위해 F-15 이글보다 성능과 능력이 향상된 차세대 제공권 우위 전투기를 개발하기 위해 미국 공군이 수행한 프로그램이다. ATF는 첨단 항공 전자 공학 및 비행 제어 시스템, 보다 강력한 추진 시스템 및 스텔스 기술을 포함한 새로운 기술을 활용한다.
록히드와 노스롭은 프로그램의 시연 및 검증(Dem/Val) 단계를 위한 YF-22 및 YF-23 기술 실증 항공기와 관련 항공전자 프로토타입을 각각 개발하기 위해 1986년에 선정되었다. 이 항공기는 1990년에 비행 테스트를 거쳤다. 평가 후 록히드 팀은 1991년에 ATF 본격적인 개발, 즉 EMD(Engineering and Manufacturing Development)를 위해 선정되었다. 그 후 록히드 팀은 생산 및 운영 서비스를 위해 1997년 처음 비행한 F-22 랩터를 개발했다.

## 같이 보기
- 조인트 스트라이크 파이터 프로그램
- 차세대 에어 도미넌스
- F/A-XX 프로그램